# NGC 5112
NGC 5112 is een balkspiraalstelsel in het sterrenbeeld Jachthonden. Het hemelobject werd op 17 maart 1787 ontdekt door de Duits-Britse astronoom William Herschel.

## Synoniemen
- UGC 8403
- MCG 7-28-3
- ZWG 218.5
- KUG 1319+389
- IRAS 13196+3859
- PGC 46671